# SexyBack
SexyBack är första singeln från Justin Timberlakes andra soloskiva, Futuresex/LoveSounds från 2006.